# Center for International Development
Das Center for International Development (CID) ist eine führende US-amerikanische:S. 32 akademische Denkfabrik an der Harvard Kennedy School, die im Bereich der internationalen Entwicklungszusammenarbeit tätig ist.

## Ziele
- Veränderung der Art und Weise wie Wachstumsstrategien konzipiert, entwickelt und durchgeführt werden;
- Neuerfindung der Entwicklungspolitik zwecks Erleichterung der Bewegung von Ländern hin zu produktiveren Tätigkeiten;
- Ausweitung von Märkten für die Unterversorgten und Ermächtigung der Entrechteten;
- Verbesserung der Dienstleistungen im Bildungs- und Gesundheitswesen sowie anderer sozialer Dienstleistungen;
- Entwicklung von Institutionen, politischen Maßnahmen und Praktiken zur Förderung einer nachhaltigen Entwicklung, welche gleichzeitig menschliche Bedürfnisse erfüllt und die Lebenserhaltungssysteme der Erde erhält.

## Organisation
Das Center for International Development wird durch den Faculty Director, den Executive Director und ein Steering Committee bestehend aus Fakultätsmitgliedern geleitet. Gegenwärtig ist Ricardo Hausmann Faculty Director des CID, während Marcela Escobari den Posten des Executive Director innehat. Insgesamt sind rund 50 Wissenschaftler und Forscher der Kennedy School of Government, der Faculty of Arts and Sciences, School of Public Health, Medical School, Graduate School of Education, Graduate School of Design, Law School sowie Business School der Harvard University am CID tätig.

## Aktivitäten
Das Center for International Development bietet eine Reihe von Bildungsprogramme für Studenten und Berufstätige an, organisiert regelmäßig Fachkonferenzen zu aktuellen Themen und publiziert Forschungsergebnisse.

### Bildungsprogramme
- Graduate Luncheon Seminar
- Summer Internship Program
- Master in Public Administration in International Development (MPA/ID)
- Executive Education Program: Leading Economic Growth, A Cutting Edge of Development Thinking, Leaders in Development, Innovation for Economic Development, Public Financial Management, Using Evidence to Improve Social Program Effectiveness.

## Forschungsprogramme
- Building State Capability
- Entrepreneurial Finance Lab Research Initiative
- Evidence for Policy Design
- Growth Lab

## Publikationen
- Faculty Working Papers
- Research Fellow & Graduate Student Working Papers
- CID Brochures

## Rankings
Im Global Go To Think Tank Ranking 2011 der University of Pennsylvania belegt das Center for International Development folgende Ränge:
- Top 50 Think Tanks in den Vereinigten Staaten: Rang 19[1]:S. 32
- Top 30 Think Tanks im Bereich der internationalen Entwicklungszusammenarbeit: Rang 4[1]:S. 44
- Top 30 Think Tanks in Verbindung mit einer Universität: Rang 3[1]:S. 60 (Harvard University)